# Gnas
Gnas là một đô thị thuộc huyện Feldbach trong bang Steiermark, nước Áo. Đô thị Gnas có diện tích 15,84 km², dân số cuối năm 2005 là 279 người.